# Eustrophus rollei
Eustrophus rollei is een keversoort uit de familie winterkevers (Tetratomidae). De wetenschappelijke naam van de soort werd in 1910 gepubliceerd door Maurice Pic.